# Lagos (Pyrénées-Atlantiques)
Lagos település Franciaországban, Pyrénées-Atlantiques megyében. Lakosainak száma 468 fő (2022. január 1.). Lagos Baudreix, Beuste, Bordères, Lucgarier és Mirepeix községekkel határos.

## Népesség
A település népességének változása:
| Lakosok száma | 474  | 471  | 482  | 468  | 467  | 468  | 465  | 462  | 468  |
|               | 2013 | 2015 | 2016 | 2017 | 2018 | 2019 | 2020 | 2021 | 2022 |